# غاز حمضي

علاج أمين

الغاز الحمضي (أو الغاز الحامضي)، وخاصة في مجال الحديث عن الغاز الطبيعي، هو أي مزيج غازي يحوي على كميات معتبرة من كبريتيد الهيدروجين (H2S) أو ثنائي أكسيد الكربون (CO2) أو أي غازات مماثلة لها صفة حمضية.
قد يشار في اللغة الإنجليزية إلى الغاز الحمضي إما بكلمة acid gas وهي ذات مفهوم يشمل كل الغازات الحمضية؛ أو بكلمة sour gas فهي محصورة بمركب H2S الكبريتي.

## العملية الكيميائية
يتم التخلص من الغازات الحمضية من الغاز الطبيعي المستخرج ويعالج في وحدة معالجة الغاز بالأمين Amine gas treating لتخفيض تراكيزها إلى الحدود المقبولة.
يحول H2S المستخلص من العملية إلى الكبريت العنصري في عملية كلاوس، أو من الممكن أن يحول إلى حمض الكبريتيك المهم صناعياً بواسطة طريقة حمض الكبريتيك الرطب (WSA Process).
تعرف العمليات التي يتم فيها إزالة مركبات الكبريت العضوية (المركبتانات) أو لمركب كبريتيد الهيدروجين باسم عمليات التحلية sweetening.

## اقرأ أيضاً
- معالجة الغاز الطبيعي